# 5 tháng 8
Ngày 5 tháng 8 là ngày thứ 217 (218 trong năm nhuận) trong lịch Gregory. Còn 148 ngày trong năm.

## Sự kiện
- 25 – Lưu Tú xưng đế, tức Hán Quang Vũ Đế, mở đầu triều Đông Hán, sau đó tiếp tục đánh bại các thế lực khác và thống nhất Trung Quốc.
- 1100 – Henry I lên ngôi quốc vương Anh tại Tu viện Westminster.
- 1392 – Sau khi lật đổ Cung Nhượng Vương của Cao Ly, tướng Lý Thành Quế lên ngôi quốc vương, khởi đầu vương triều Triều Tiên.
- 1783 – Núi Asama tại Nhật Bản phun trào mạnh, là một nguyên nhân dẫn đến Nạn đói lớn thời Tenmei.
- 1962 – Nelson Mandela bị cảnh sát bắt giữ với lời buộc tội kích động đình công và ra nước ngoài khi chưa được phép, ông phải ở trong tù cho đến năm 1990.
- 1966 – The Beatles phát hành album nổi tiếng, Revolver.
- 1964 – Trong Chiến tranh Việt Nam, sau sự kiện vịnh Bắc Bộ, Hoa Kỳ tiến hành Chiến dịch Mũi Tên Xuyên, ném bom Miền Bắc Việt Nam.
- 2007 – Girls 'Generation chính thức debut với 9 thành viên.
- 2011 – Yingluck Shinawatra được Quốc hội Thái Lan bầu làm thủ tướng, bà là nữ thủ tướng đầu tiên trong lịch sử quốc gia này.

## Sinh
- 1567 – Date Masamune là một samurai, daimyo Nhật Bản (m. 1636)
- 1802 – Niels Henrik Abel, nhà toán học Nauy (m. 1829)
- 1810 – Nguyễn Phúc Miên Định, tước phong Thọ Xuân vương, hoàng tử con vua Minh Mạng (m. 1886).
- 1833 – Nguyễn Phúc Thục Tư, phong hiệu Xuân Hòa Công chúa, công chúa con vua Minh Mạng (m. 1879).
- 1839 – Nguyễn Phúc Hồng Nghĩ, tước phong Hương Sơn Quận công, hoàng tử con vua Thiệu Trị (m. 1864).
- 1850 – Guy de Maupassant là nhà văn viết truyện ngắn người Pháp (m. 1893)
- 1862 – Joseph Merrick, được biết đến với cái tên "Người Voi" (m. 1890)
- 1866 – Carl Harries, nhà hóa học người Đức (m. 1923)
- 1872 – Oswaldo Cruz, bác sĩ người Brasil (m. 1917)
- 1884 – Nguyễn Phúc Bửu Kiêm, tước phong Hoài Ân vương, hoàng tử con vua Dục Đức (s. 1884).
- 1908 – Harold Holt, Thủ tướng thứ 17 của nước Úc (m. 1967)
- 1911 – Robert Taylor, diễn viên người Mỹ (m. 1969)
- 1912 – Cha Pierre, linh mục Công giáo người Pháp (m. 2007)
- 1930 – Neil Armstrong, phi hành gia người Mỹ (m. 2012)
- 1934 – Thái Thanh, ca sĩ người Việt Nam (m. 2020).
- 1945 – Loni Anderson, diễn viên Mỹ
- 1947 – Angry Anderson, ca sĩ, diễn viên Australia
- 1968 – 
  - Phạm Nhật Vượng, doanh nhân Việt Nam
  - Marine Le Pen, chính khách Pháp
- 1976 – Thúy Nga (diễn viên hài), diễn viên người Việt Nam
- 1980 – Wayne Bridge, cầu thủ bóng đá người Anh
- 1982 – Ryu Seung Min, vận động viên bóng bàn người Hàn Quốc
- 1985 – Salomon Kalou, cầu thủ bóng đá người Bờ Biển Ngà
- 1991 - BigDaddy, rapper người Việt Nam
- 1992 – Krzysztof Książek, nghệ sĩ dương cầm người Ba Lan
- 1993 – Chicha Amatayakul, diễn viên, ca sĩ và người mẫu Thái Lan
- 1996 – Cho Seung-youn, ca sĩ, thành viên X1 – ProduceX101 người Hàn Quốc
- 1997 – Vương Nhất Bác, ca sĩ, diễn viên người Trung Quốc

## Mất
- 882 – Vua Louis III của Pháp (s. 863)
- 1778 – Charles Clémencet, nhà sử học Pháp (s. 1703)
- 1807 – Jeanne Baret, nữ nhà thám hiểm, nhà thực vật học đi vòng quanh thế giới.
- 1866 – Nguyễn Phúc Miên Tích, tước phong Trấn Man Quận công, hoàng tử con vua Minh Mạng (s. 1823).
- 1880 – Ferdinand Ritter von Hebra, bác sĩ người Áo (s. 1816)
- 1895 – Friedrich Engels, triết gia người Đức (s. 1820)
- 1957 – Heinrich Otto Wieland, nhà hóa học người Đức đoạt giải Nobel (s. 1877)
- 1962 – Marilyn Monroe, huyền thoại điện ảnh Mỹ (s. 1926)
- 1992 – Honda Sōichirō, người sáng lập hãng xe Nhật Honda (s. 1906)

## Những ngày lễ và kỷ niệm
- 1964, Ngày truyền thống của Quân chủng Hải quân Nhân dân Việt Nam